# Hammam Sousse
Hammam Sousse (àrab: حمّام سوسة, Ḥammām Sūsa) és una ciutat de Tunísia a la governació de Sussa, al nord de la ciutat de Sussa a la qual està quasi unida. La municipalitat té 34.655 habitants. És capçalera d'una delegació amb 32.720 habitants (algunes zones de la municipalitat queden fora de la delegació).

## Orografia
A la rodalia de la ciutat es troba l'Oued El Hammam.

## Economia
La principal activitat de la comarca fou tradicionalment l'agricultura (oliveres), però avui ha estat deixada de banda en part pel turisme, que és massiu a Port el Kantaoui, a la costa, unida de fet a Hammam Sousse, i també perquè molts dels seus habitants treballen a Sussa. A Hammam Sousse hi ha establerta la principal indústria de la fusta del país que es diu Meublatex.

## Història
A la rodalia de la ciutat hi havia uns banys, púnics o romans, situats al nord-est. El lloc fou abandonat sota els vàndals i no es va tornar a poblar fins al temps dels aglàbides, que hi van fundar una fortalesa (El Ksar). El santuari de Sidi Sahloui és la construcció musulmana més antiga, probablement ja existent quan es van fundar la fortalesa i algunes cases a la vora d'aquesta.
El 1857 el bei va fer censar la vila.
Hammam Sousse fou atacada el 20 d'abril de 1864 pels homes de la tribu Mthalith, revoltats en protesta per les taxes imposades pel bei. El 30 de maig els mthalith es van unir a la revolta general de cinquanta-una ciutats del Sahel tunisià dirigida per Ali Ben Ghdahem, que fou finalment sufocada després de la batalla de Kalâa Kebira, on l'xeèrcit del bei, sota comandament del general Ahmed Zarrouk, va derrotar els rebels. El 7 d'octubre el cap local de Hammam Sousse fou executat i la ciutat va haver de pagar una multa de cinc-cents mil rials
El 1881 Hammam Sousse es va oposar al protectorat francès, i un contingent de la ciutat va participar en la segona batalla de Kalaâ Kébira (15 de setembre de 1881) en la que 180 tunisians es van enfrontar a 1.100 francesos i foren derrotats.

## Administració
És el centre de la delegació o mutamadiyya homònima, creada el 2 d'abril de 1979, amb codi geogràfic 31 55 (ISO 3166-2:TN-12), dividida en cinc sectors o imades:
- El Medina (31 55 51)
- El Kantaoui (31 55 52)
- Bir Moussa (31 55 53)
- Sahloul (31 55 54)
- El Gharabi (31 55 55)

Al mateix temps, forma una municipalitat o baladiyya (codi geogràfic 31 15), constituïda el 9 de gener de 1957 i dividida en tres circumscripcions o dàïres:
- Hammam Sousse Medina (31 15 11)
- El Kantaoui (31 15 12)
- Sahloul El Gharabi (31 15 13)

## Fills il·lustres
- Zine el-Abidine Ben Ali, president de Tunísia
- Kamel Morjane, ministre de defensa